# Demi-tour
Pour les articles homonymes, voir Virage à 180° (homonymie).

Panneau de signalisation interdisant de faire demi-tour.

Le mot demi-tour désigne en conduite différentes manœuvres ayant pour but d'inverser le sens de circulation du véhicule conduit.

## Demi-tour en marche avant

Demi-tour en marche avant ou en U

Dans cette manœuvre le demi-tour est effectué simplement en tournant les roues du véhicule jusqu'à avoir effectué un virage à 180 degrés. Selon le rayon de braquage du véhicule et la largeur de la chaussée disponible cette manœuvre n'est pas toujours possible.

## Demi-tour en trois temps

Demi-tour en trois temps (marche avant en vert, marche arrière en rouge)

Lorsque la place manque, la manœuvre standard s'effectue en trois temps et utilise la marche avant et la marche arrière (en supposant que la circulation s'effectue à droite):
1. faire un virage de 90 degrés vers la gauche jusqu'au bord de la chaussée en marche avant
2. effectuer une marche arrière tout en tournant les roues vers la droite (contre-braquage)
3. repartir en marche avant

## Manœuvre ferroviaire

Utilisation d'une jonction triangulaire

Comme tout transport guidé, un train ne peut pas faire  demi-tour de la même façon qu'un véhicule routier. On nomme rebroussement, l'opération qui consiste à repartir sur la même voie mais dans le sens inverse de son arrivée.
Un train réversible est un train capable de circuler dans les deux sens de marche. Pour un véhicule qui n'est pas réversible il faudra utiliser un équipement spécifique : 
- une boucle de retournement est une voie ayant la forme d'une boucle et assurant la continuité entre deux voies de sens de circulation opposés;
- un tiroir de manœuvre  permet d'atteler la locomotive à l'autre extrémité d'un train devant repartir en sens inverse;
- une jonction triangulaire  permet de réaliser l'équivalent d'un demi-tour en trois temps;
- une plaque tournante est un système permettant de faire faire demi-tour aux matériels  qui ne possèdent qu'un sens de conduite.